# 阿南市立福井南小学校
阿南市立福井南小学校（あなんしりつ ふくいみなみしょうがっこう）は、徳島県阿南市福井町日の地にある公立小学校。

## 基礎データ
- 全校生徒数　7人（1999年3月31日休校当時）[1]

## 沿革
- 1874年（明治7年） - 創立
- 1970年代 - 校舎を鉄筋コンクリートに建て替え。
- 1999年（平成11年）3月31日 - 休校

## 概要
卒業後は阿南市立福井中学校へ進学する。
1999年3月31日休校後、選挙投票所として使われている。

### 校歌
- 作詞:
- 作曲: